# 吴玮 (化学家)
吴玮，厦门大学化学化工学院教授，研究领域为化学反应、化学键本质等。中国教育部第六批“长江学者”特聘教授。

## 生平
博士就读于厦门大学，1992年至1994年，在意大利比萨大学从事博士后研究。后在厦门大学任教。